# Copa México 1960/61
Die Copa México 1960/61 war die 19. Austragung des Fußball-Pokalwettbewerbs seit Einführung des Profifußballs in Mexiko. Das Turnier wurde im Anschluss an die Erstliga-Saison 1960/61 ausgetragen. Teilnahmeberechtigt waren nur die 14 Mannschaften, die in derselben Saison in der höchsten Spielklasse des Landes vertreten waren. Sieger wurde die Mannschaft des CD Tampico, die den Pokalwettbewerb in dieser Saison zum ersten und bisher auch einzigen Mal gewann. In sechs ihrer sieben Spiele auf dem Weg zum Pokalsieg blieben die Jaibas Bravas ohne Gegentor. Lediglich im Rückspiel der ersten Runde gegen den CF Monterrey erhielten sie vier Gegentore und mussten in die Verlängerung, in der zwei späte Treffer ihres Stürmers Ricardo Bonelli in der 110. und 118. Minute noch das vorzeitige Ausscheiden verhindern konnten.

## Modus
Die Begegnungen wurden im K.-o.-System ausgetragen. Wegen der Teilnahme von 14 Mannschaften, die alle in der ersten Runde antreten mussten, gab es im Viertelfinale nur drei Spiele, während der Club León per Freilos ins Halbfinale einzog. Alle Runden bis auf das Finale, für das nur eine Begegnung angesetzt war, wurden in Hin- und Rückspielen mit je einem Heimrecht der beiden Kontrahenten ausgetragen. Endspielort war das Estadio Olímpico Universitario in Mexiko-Stadt.

## Achtelfinale
Die Begegnungen des Achtelfinals wurden zwischen dem 18. März und 26. März 1961 ausgetragen.
|                  | Gesamt          |                  | Hinspiel | Rückspiel |
| ---------------- | --------------- | ---------------- | -------- | --------- |
| CD Tampico       | 6:4             | CF Monterrey     | 2:0      | 4:4 n. V. |
| CD Oro           | 4:4 (1:3 i. E.) | Celaya FC        | 2:3      | 2:1       |
| Club América     | 5:2             | CF Atlas         | 4:1      | 1:1       |
| Atlético Morelia | 2:3             | CD Guadalajara   | 1:1      | 1:2       |
| CD Irapuato      | 2:3             | CF Atlante       | 1:1      | 1:2       |
| Club León        | 8:6             | Club Necaxa      | 4:1      | 4:5       |
| CD Zacatepec     | 4:8             | Deportivo Toluca | 0:2      | 4:6       |

## Viertelfinale
Die Begegnungen des Viertelfinals wurden zwischen dem 2. April und 9. April 1961 ausgetragen.
|                | Gesamt |                  | Hinspiel | Rückspiel |
| -------------- | ------ | ---------------- | -------- | --------- |
| Club América   | 4:7    | Deportivo Toluca | 3:2      | 1:5       |
| CD Guadalajara | 5:4    | CF Atlante       | 3:3      | 2:1 n. V. |
| Celaya FC      | 0:2    | CD Tampico       | 0:0      | 0:2       |

- Club León per Freilos.

## Halbfinale
Die Hinspiele des Halbfinals wurden am 16. April und die Rückspiele am 22./23. April 1961 ausgetragen.
|                  | Gesamt |            | Hinspiel | Rückspiel |
| ---------------- | ------ | ---------- | -------- | --------- |
| CD Guadalajara   | 0:2    | CD Tampico | 0:0      | 0:2       |
| Deportivo Toluca | 5:2    | Club León  | 5:0      | 0:2       |

## Finale
Das Finale wurde am 30. April 1961 ausgetragen.
|            | Ergebnis |                  |
| ---------- | -------- | ---------------- |
| CD Tampico | 1:0      | Deportivo Toluca |

Mit der folgenden Mannschaft gewann der Club Deportivo Tampico den Pokalwettbewerb der Saison 1960/61:
Conrado Pulido – Oropeza, Cardoso, Guillermo Méndez, Braulio „Baby“ Pérez, Ranulfo „Chapulin“ Rosas, Raúl Molina, Ricardo Bonelli, Antonio Pérsico, Roberto Rolando, Ignacio Banda; Trainer: Nicolás Palma.